# Klímajog

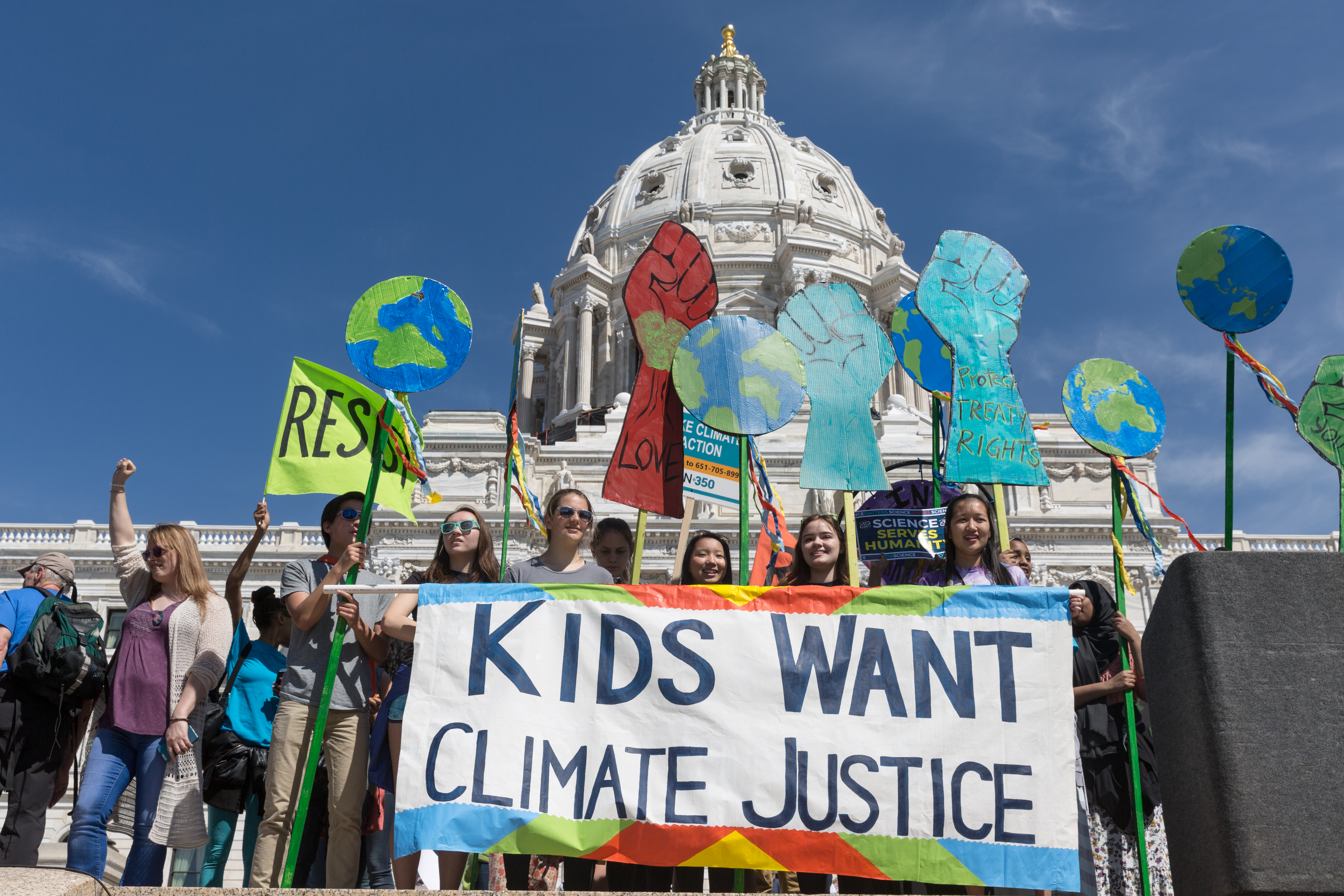
Klímatüntetők az Egyesült Államokban, Minnesotában

A klímajog egységes, nemzetközi jogi definícióval nem rendelkező fogalom. A klímaváltozás miatt cégeket, intézményeket, vagy magát az államot felelősségre vonó klímaperek kapcsán egyre szélesebb körben jelenik meg.

## Klímajog és klímaperek
Az éghajlatváltozással, annak következményeivel kapcsolatos perek, más néven klímaperek jogi környezete kialakulófélben van.
A klímaváltozással kapcsolatos peres eljárások jellemzően az ötféle jogi követelés egyikével foglalkoznak:
- alkotmányjog (az alkotmányos jogok állam általi megsértésére összpontosítva),
- közigazgatási jog (a közigazgatási döntéshozatal folyamatának vitatása),
- magánjog (vállalatok vagy más szervezetek jogi megtámadása például gondatlanság miatt)
- fogyasztóvédelem (vállalatok megtámadása az éghajlati hatásokkal kapcsolatos információk hamis bemutatása miatt)
- emberi jogok (az éghajlatváltozással kapcsolatos intézkedések elmulasztása miatt sérülnek az emberi jogok)

Az egyre növekvő számú klímaperek jellemzően emberi jogi alapon zajlanak: állampolgárok, vagy állampolgárok egy csoportja saját jogait érzi veszélyeztetve vagy korlátozva a klímaválság hatásai miatt. A világon 2015 óta megduplázódott a klímaparek száma. Az egyre nagyobb ügyszám pedig a nemzetközi jog fejlődéséhez is hozzájárulhat a témakörben, valamint a sikeres és sikertelen perek egyaránt hatással lehetnek a nemzeti jogalkotásra is.
Több országban, köztük Magyarországon is zajlott vagy zajlik olyan projekt, amelynek célja a klímával kapcsolatos jogok kutatása annak érdekében, hogy lehetővé váljon a sikeres jogi fellépés.
A nemzeti és nemzetközi klímajog megszületése egyszerűbbé és egységesebbé teheti a bírósági gyakorlatot, kijelölheti a a felelősségrevonhatóság határait és lehetőségeit. A nemzetközi jogban messze nem példátlan az új fogalmak keletkezése és bevezetése. A legismertebb példa a népirtás és az emberiesség ellenes bűncselekmények fogalmának létrehozása a II. világháború után.